# St. Francisville, Louisiana
St. Francisville är administrativ huvudort i West Feliciana Parish i Louisiana.  Orten grundades under den spanska kolonialtiden som La Villa de San Francisco. Vid 2010 års folkräkning hade St. Francisville 1 765 invånare.